# José Francisco García
José Francisco García ( Buenos Aires Argentina, 22 de julio de 1908 – íd. 5 de abril de 2000), generalmente conocido como José García, fue un violinista, director de orquesta y compositor dedicado al género del tango.

## Carrera profesional
Jose García nació y se crio en Buenos Aires, en el barrio de Barracas, y la afición de su madre por la música lo llevó a aprender a tocar varios instrumentos, entre ellos el piano, violín y bandoneón. Cursó en el Conservatorio Nacional, en el que enseñaban las figuras musicales más prestigiosas de la época y egresó como profesor de violín, Sus compositores favoritos eran Schubert, Beethoven y Gounod, y pensaba su futuro como concertista de música clásica. Cuando la familia se radicó en la ciudad de Lanús, aledaña a la de Buenos Aires, creó un Conservatorio en el cual pronto tuvo un gran número de jóvenes alumnos con los cuales formó en 1926 una orquesta juvenil compuesta solo por alumnos del Conservatorio.
Hacia 1930 diferentes radioemisoras porteñas ofrecían en teatros espectáculos variados y atrayentes, por lo que José García emprendió la formación de una orquesta típica integrada por alumnos de su Conservatorio que le dieron un interesante matiz al espectáculo que se daba en el Teatro San Martín de entonces. Para su debut adquirieron para sus integrantes, a un precio conveniente, unos trajes de franela gris que hizo que el público, que les había dado buena acogida, comenzara a denominarlos «los grises». A García tal denominación no terminaba de convencerlo, por lo cual se le ocurrió modificarla y ahí nació el nombre de José García y sus Zorros Grises, que tenía al tango Zorro gris de Rafael Tuegols como presentación y cortina musical.
El conjunto de 1936 estaba constituido por Juan Carlos Barbará al piano; Rodolfo Morán en contrabajo; Francisco Caamaño  en pistón; Hipólito Morán, Juan Aprobat, Domingo Perego y Mario Lalli en violines y Héctor González, Alfredo Ponce, Roberto Quiroga, Luis Mastorini y Alfredo González con bandoneones. Los cantores eran Augusto Gothier y Nilda Wilson en tanto García además de dirigir tocaba el violín si bien, más adelante solo llevó la batuta.
En 1938 su pianista Juan Carlos Barbará dejó a los Zorros Grises para crear su propia orquesta característica y fue reemplazado por Rodolfo Lozano.
La orquesta, que también actuaba en confiterías y bailes de Carnaval de grandes clubes, mantenía siempre su afiatado estilo. En radio debutó en Radio Porteña y luego lo contrató Radio Belgrano como artista exclusivo.
En 1941 el cantor del conjunto era Carlos Alberti y al año siguiente se incorporó Alfredo Rojas, cuyo nombre real era Asdrúbal Sterla Webster, de excelente y agradable voz de buena potencia y perfecta modulación que fue su cantor más popular y estable.
En 1943 fue la época de su mayor popularidad, cambiaron algunos músicos y quedaron el pianista Carlos Figari, el contrabajista Rodolfo Morán, los violinistas Elías Slom, Rodolfo Filoso, Carlos Deambroggio e Ítalo Morán, los bandoneonistas  Nicolás Castillo, Luis Masturini, Héctor González y Pablo García y el cantor Alfredo Rojas. Otros cantores que lo acompañaron en su última época —1945 a 1947— fueron Luján Cardillo, Osvaldo Cordó y Alberto Santillán.
La orquesta fue muy popular en otros países de Sudamérica, especialmente Chile y Colombia donde incluso hizo algunas grabaciones. En 1950, José Francisco García decidió disolver el conjunto y se radicó en Córdoba (donde había actuado con su orquesta) y pasó a dirigir un hotel y a dedicarse a su otra pasión: la pintura artística.

## Grabaciones
Entre el 23 de enero de 1942 en que grabó el tango de Horacio Pettorossi, Fea, que cantó Alfredo Rojas y el 16 de abril de 1945, registró para el sello Odeón, unos 40 temas grabados: 33 con la voz de Alfredo Rojas, 1 con la de Nilda Wilson, 2 a dúo entre ambos e instrumentales el resto.

## Valoración
Dice Otero que la orquesta de García tuvo muy buena línea, tanto para escuchar como para bailar y agrega:

”Me aferro a la originalidad de estos músicos que aunque nunca alcanzaron los primeros planos de la popularidad , y por ende, de los buenos contratos, pero tuvieron siempre una línea muy personal y, en este caso, muy milonguera. Porque la orquesta de José García, no sólo suena grata al oído y es musicalmente rítmica y apetecible  de escuchar, sino que está muy bien marcada por la decisiva intervención de sus pianistas (Juan Carlos Barbará y Carlos Figari luego), con su sonido romántico y apagado que empuja a los milongueros en la pista. Y su cantor Alfredo Rojas (Asdrúbal Sterla Webster) fue la voz perfecta para esa orquesta, por su estilo y su voz exquisitamente manejada, sin desbordes y acoplado a los compases del conjunto.”

Por su parte Pichetti opina que era un conjunto bien disciplinado, perfectamente afiatado que a fines de la década del 30, estaba al nivel de las mejores orquestas de la época y agrega que tocaba con compás bien remarcado e incluía  además de las obras vinculadas al tango otros alegres ritmos bailables no tradicionales como corridos, rumbas, boleros, marchas, etcétera, lo que le dio gran aceptación del público y gran popularidad.

## Labor como compositor
Compuso alrededor de 30 obras incluyendo tangos y otros ritmos, entre las que se destacan están los tangos Esta noche de luna, en colaboración con Graciano Gómez y letra de Héctor Marcó; también con Marcó, Si escucharas mis amores; Julio Jorge Nelson le puso letra –con gran trabajo- a su Nocturno de tango; con Mario Battistella hizo No pudo ser y con Julián Centeya, Nieve de amor. De otros géneros se recuerdan el vals María Triniá que compuso con Roberto Ratti y un corrido que le reportó la mayor popularidad y beneficio económico titulado El mentiroso con colaboración de Juan José Riverol -hermano de Ignacio Riverol, en la música y letra de Ángel Cabral y Luis Robledo.